# Basaligundi, Gokak
Basaligundi là một làng thuộc tehsil Gokak, huyện Belgaum, bang Karnataka, Ấn Độ.